# Saint-Maurice (Haute-Marne)
Saint-Maurice é uma comuna francesa na região administrativa de Grande Leste, no departamento de Haute-Marne. Estende-se por uma área de 3,55 km². Em 2010 a comuna tinha 135 habitantes (densidade: 38 hab./km²).